# 庫格拉本湖

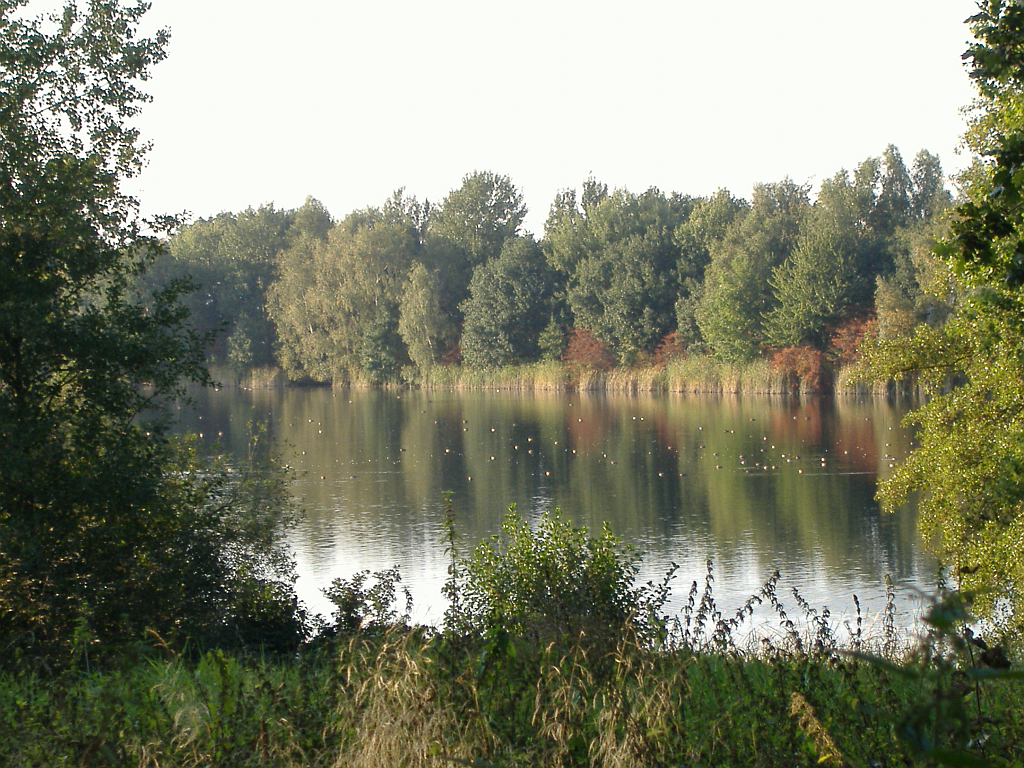

53°7′3″N 8°50′46″E / 53.11750°N 8.84611°E
庫格拉本湖（德語：Kuhgrabensee），是德國的湖泊，位於該國北部，由不來梅州負責管轄，面積0.18平方公里，平均水深13米，最大水深16米，水體容量180萬立方米，湖水來自地下水。